# 北德國

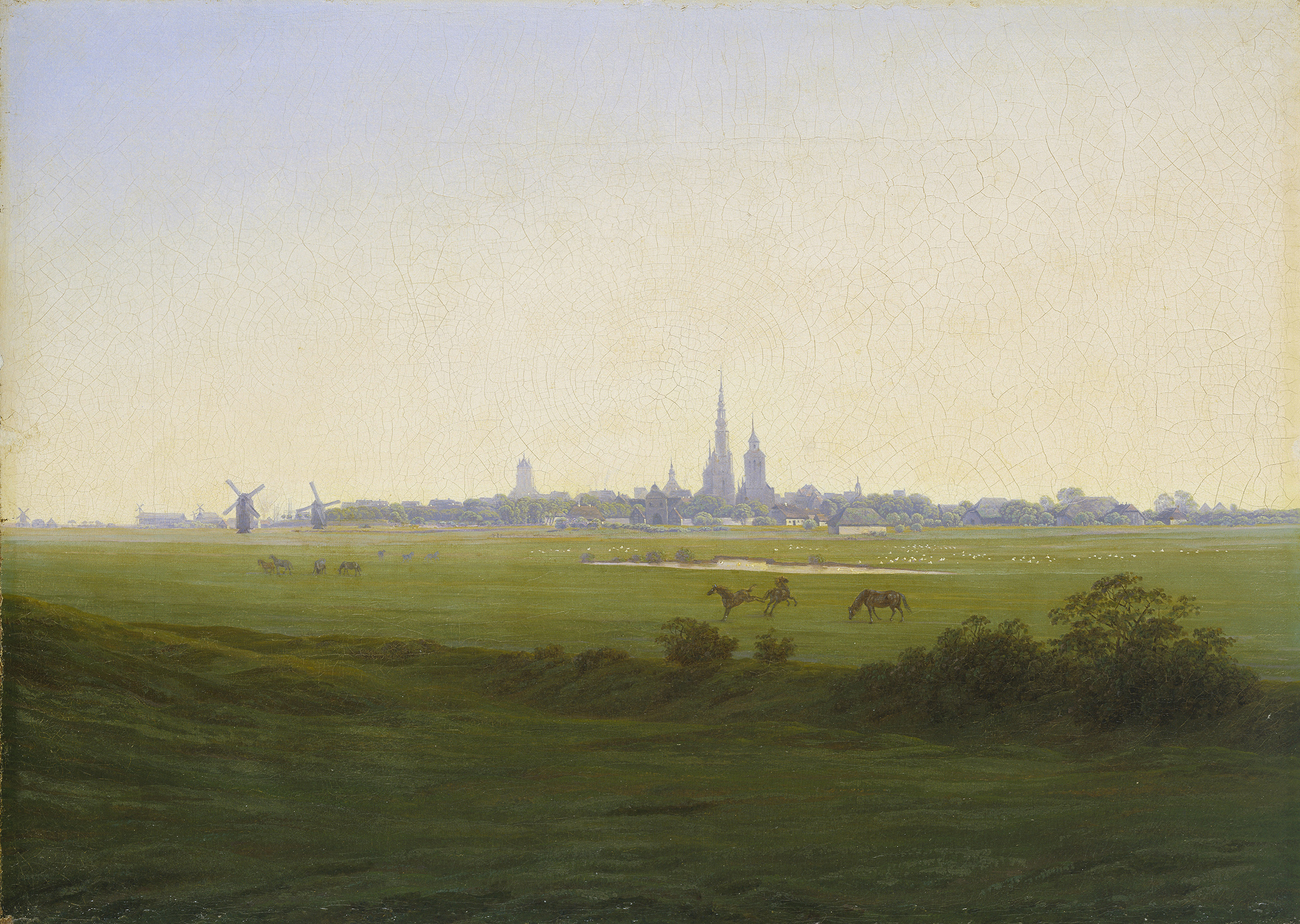
浪漫主義畫家卡斯帕·大衛·弗里德里希筆下的格赖夫斯瓦尔德展現了典型的德國北部風景

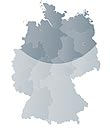
德國北部範圍

北德國（德語：Norddeutschland）是指德國的北部地區。北德國並沒有一個明確的定義，可以按照語言、地理或宗教等標準劃分。若按照語言來劃分的話，北德國大致相當於低地德語的使用區。在地形上，北德國大部分地區屬於北德平原，地形較為平坦。在宗教上，北德國是一個新教徒比較多的地區，其中又以路德宗的信徒最多。北德國的主要大城市包括柏林、漢堡、不萊梅等。
除了石勒苏益格-荷尔斯泰因、汉堡、梅克伦堡-前波美拉尼亚、下萨克森和不来梅外，有时威斯特法伦（位于北莱茵-威斯特法伦）、阿尔特马克地区以及位于萨克森-安哈尔特的易北河-哈弗爾河地区，以及北部的勃兰登堡地区，包括普里格尼茨、乌克马克和巴尔尼姆，也被划归为北德。北德常被划分为西北与东北两大区域。

## 歷史

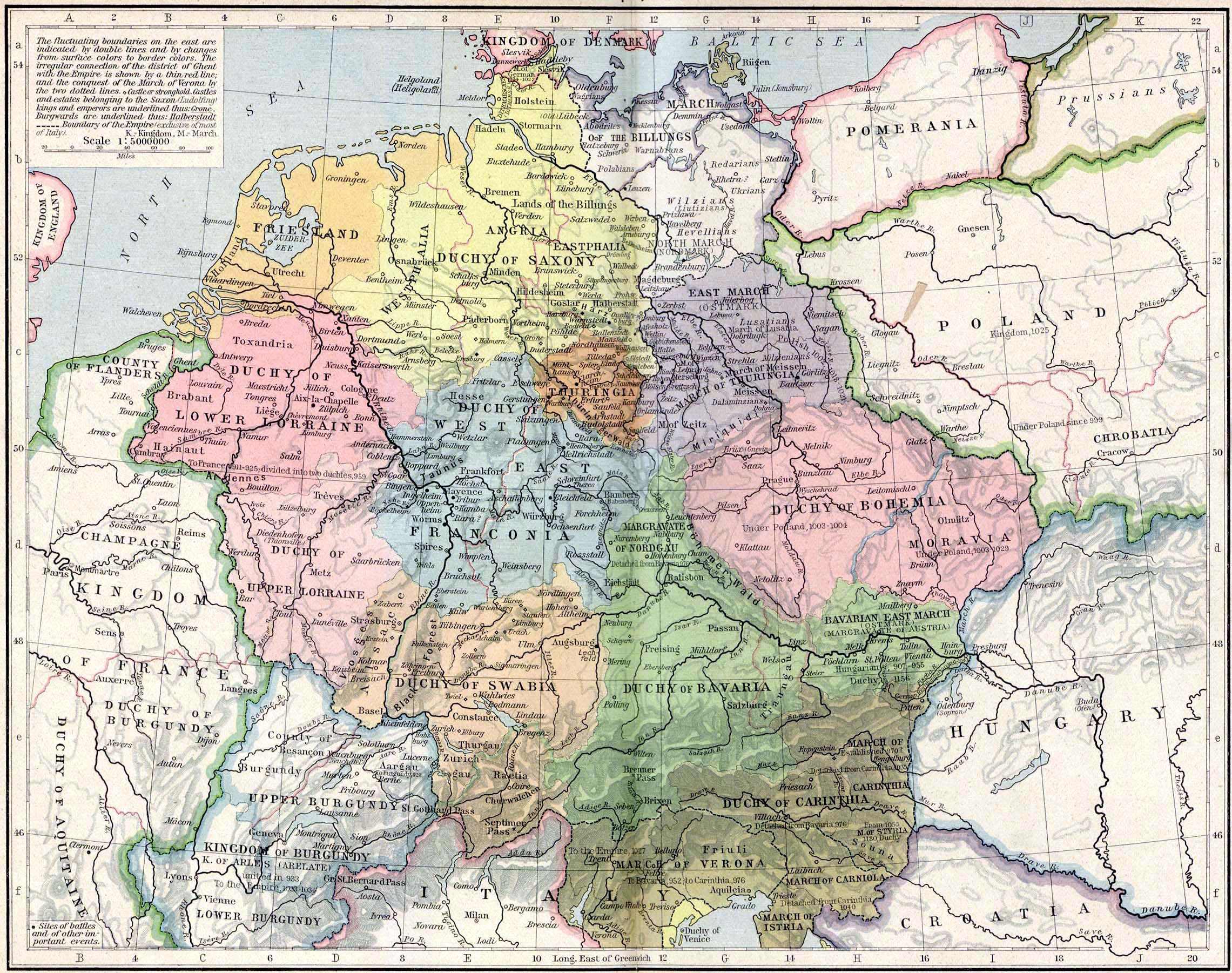
神聖羅馬帝國，薩克森地區以黃色標示（約约1000年）

在中世紀早期，北德地區為薩克森人部落的定居區，這些部落自772年起在薩克森戰爭中被法蘭克國王查理曼征服，隨後於804年建立了帝國薩克森公國。10世紀時，薩克森地區在薩克森東邊疆區擴張後，成為德意志王國與神聖羅馬帝國的發源地，當時奧托家族的公爵被推選為羅馬人的國王，並加冕為神聖羅馬皇帝。
自1500年起，原屬薩克森的領土（不包括威斯特法倫）被納入神聖羅馬帝國的下薩克森行政圈。漢薩同盟也構成北德城市的共同歷史與文化遺產的一部分。
19世紀的北德意志邦聯領土大致對應今日的北德地區。在德意志邦聯（1815-1866年）時期，普魯士（北德）與奧地利帝國（南德）之間的政治勢力邊界被稱為「美因線」（Mainlinie，以美因河命名），聯邦議會設於美因河畔法蘭克福。不過所謂的「美因線」並非沿美因河上游，而是大致對應巴伐利亞王國的北部邊界。
自近代早期起，北德地區便存在東西文化或政治上的劃分，例如：
- 東部與東南部地區（主要為東普魯士、勃蘭登堡的波美拉尼亞、以及勃蘭登堡）曾屬條頓騎士團國，後來成為勃蘭登堡-普魯士的一部分；

- 中部地區（包括呂根島、西波美拉尼亞部分地區、石勒蘇益格-荷爾斯泰因東部沿海與分裂的梅克倫堡)在中世紀早期一度有大量斯拉夫族群居住（如奧博特人與文德人），自中世紀中期以後長期處於丹麥（如呂根親王國，1168-1365年）與瑞典統治下（即瑞屬波美拉尼亞，1628-1807/15年）；

- 西部地區（今多數石勒蘇益格-荷爾斯泰因與整個下薩克森，包括漢薩城市與周邊城鎮），有時被稱為北西德（Nordwestdeutschland），為弗里西亞人與薩克森人兩大部族的原居地，後構成薩克森公國（建於806年）、下萊茵-威斯特法倫行政圈（1500年）與下薩克森行政圈（1512年）。北西德大致對應1945-1949年間盟軍佔領德國下的英國佔領區。

在20世紀後半的冷戰時期，由於1949-1990年整個德國分裂為西德與東德，北德地區的東西文化分界更加明顯。基於鐵幕形成的歷史背景與彼此偏見，至今仍影響某些人的身份認同。
1683至1709年間，部分蘇格蘭與英格蘭的路德宗家庭定居於北德，導致今日許多德國西北部的居民擁有英格蘭或蘇格蘭血統。

## 方言和文化

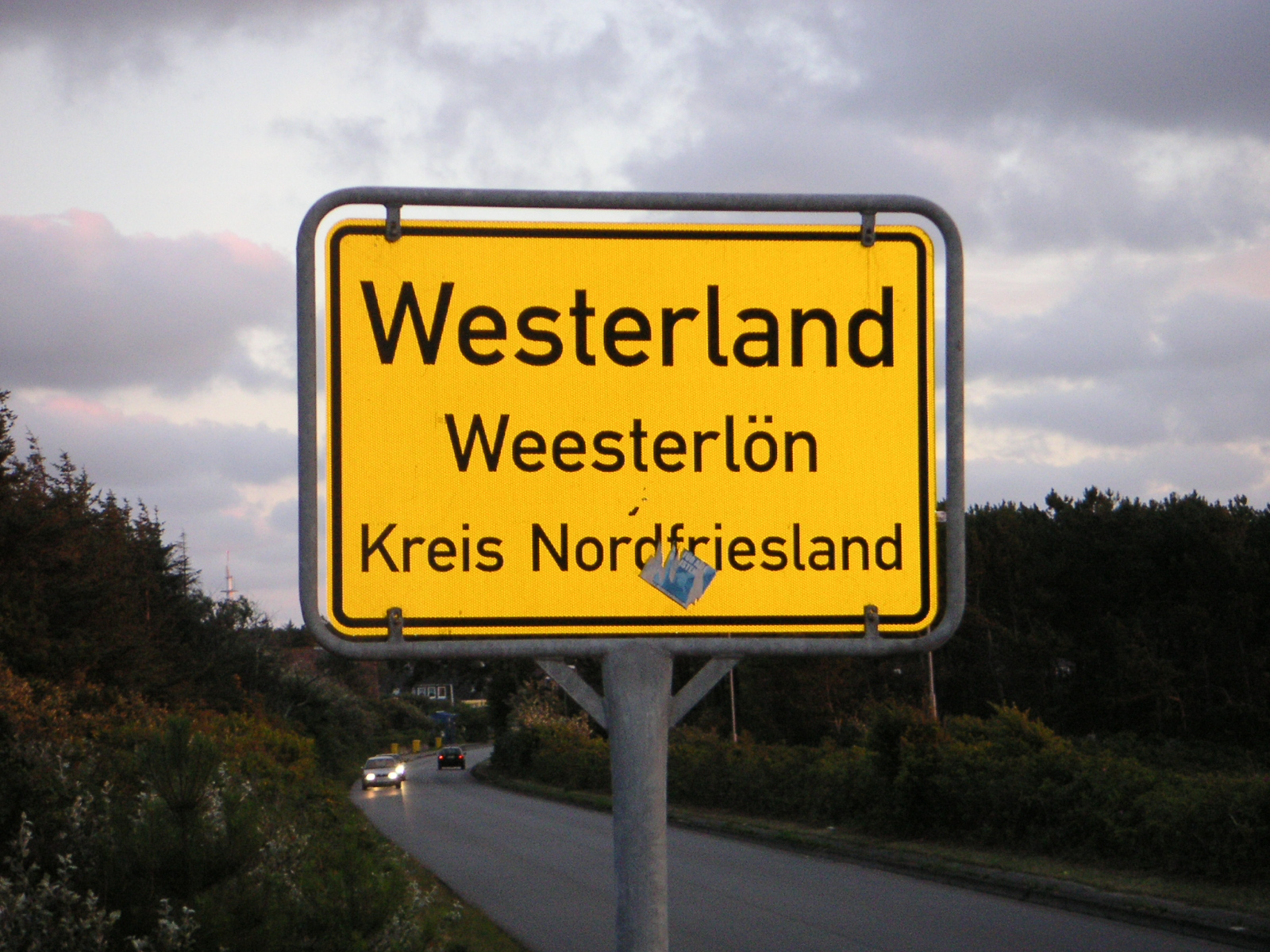
位於韋斯特蘭（Westerland）的雙語地名牌（標準德語-北弗里西語）

歷史上與傳統上，在本拉特線與于爾丁根線以北的北德地區講的是低地德語，這一語言至今在農村地區仍然廣泛使用。根據自我報告，約有 15% 的北德居民能以母語水準掌握該語言。然而在20歲以下年齡段中，僅有 0.8% 表示能以此水準講低地德語。 在部分地區，當地設有雙語地名牌，以保留低地德語的使用。低地德語也受到歐洲區域或少數民族語言憲章的保護與扶持。
早在中世紀，北方的書寫知識份子就逐漸向南方語言形式靠攏。約在1500年左右，許多人因路德聖經而採用了後來發展為德語標準語的語言形式。這最初主要體現在書面語方面，後來城市中的上層階層也開始使用標準德語口語。
大多數平民直到19世紀的普魯士學校政策推行後，才學會書寫標準德語。至1900年前後，工業化帶來的人口遷徙，以及第二次世界大戰後難民與流離失所者的遷入，進一步促成語言轉變。廣播與電視也加速了北德方言的式微。
如今北德地區的人們大多使用標準德語或其地方變體。低地德語的使用者多為居住在農村地區的年長者，即使如此，這些方言也已深受標準德語影響。
在今日德國境內的石勒蘇益格公國地區，除了德語外，也使用丹麥語，而在石勒蘇益格的北弗里西亞地區則仍可見北弗里西語。這些地區同樣常見雙語地名牌。語言上、歷史上與文化上，北德與荷蘭、丹麥，以及其他多為新教背景的北海與波羅的海沿岸國家，如英國、其餘斯堪地那維亞地區與波羅的海國家，皆有密切聯繫。在德語語境中（例如北德意志廣播公司），北德有時被視為北歐的一部分，而德國其他地區則較無爭議地歸入中歐。